# Bataille de Bun'ei
Invasions mongoles du japon
La bataille de Bun'ei (文永の役, Bun'ei no eki) est la première tentative d'invasion du Japon par la dynastie Yuan (fondée par les Mongols) et aidée par le royaume de Goryeo, qui eut lieu le 19 novembre 1274.
Cette bataille fait partie des invasions mongoles du Japon (元寇, Genkō), avec la seconde tentative : la bataille de Kōan en 1281.

## Contexte historique
En 1271, Kubilai Khan établit la dynastie Yuan en Chine, étendant ainsi l'Empire mongol sur une vaste partie de l'Asie et de l'Europe.
Souhaitant rallier le Japon à sa cause dans sa guerre contre la dynastie Song du Sud, il envoya des émissaires au shogunat de Kamakura. Ces tentatives diplomatiques furent systématiquement rejetées par les autorités japonaises, poussant finalement Kubilai Khan à opter pour une solution militaire en 1274.

## Composition de la force d'invasion mongole
L'armada mongole rassemblait approximativement 900 embarcations de différents types : navires de transport, bâtiments de ravitaillement et vaisseaux légers destinés au débarquement des troupes et de la cavalerie.
L'effectif total atteignait plusieurs dizaines de milliers d'hommes, regroupant des guerriers mongols ainsi que des soldats provenant des territoires sous contrôle yuan, incluant notamment des contingents importants originaires de Chine et du royaume coréen de Goryeo.

### Supériorité technologique et tactique des Yuan
Les envahisseurs disposaient d'un équipement militaire et de méthodes de combat différents de ceux connus par les guerriers japonais :
- arcs composites courts : armes polyvalentes permettant un tir précis tant pour l'infanterie que pour la cavalerie, à diverses distances de combat ;
- bombes explosives : innovation technologique majeure consistant en projectiles sphériques en céramique, chargés de poudre noire et garnis de fragments métalliques.

L'arc long traditionnel japonais présentait ainsi des inconvénients tactiques significatifs : son encombrement, sa conception asymétrique et sa lourdeur entravaient considérablement l'efficacité des archers à cheval au combat.

## Déroulement de la bataille
Après les conquêtes des îles Tsushima et Iki, la flotte de Kubilai Khan dirigea son attaque vers la baie de Hakata (l'actuel Fukuoka).

### Débarquement dans la baie de Hakata
Au petit matin du 19 novembre 1274, la flotte mongole pénétra dans la baie. Les recherches de l'historien Hattori Hideo, spécialiste des invasions mongoles à l'université de Kyūshū, indiquent que les forces yuan réussirent un débarquement initial sans opposition majeure.
Elles établirent trois zones de débarquement stratégiques autour de la baie :
- Torikai : zone d'assaut prioritaire, sélectionnée en raison de sa position face au kegosho (principale fortification défendant la baie de Hakata) ;
- Imazu : site de débarquement auxiliaire à l'ouest
- Hakozaki, située plus à l'est autour de la baie

La majorité des troupes d'assaut se rassembla à Torikai pour lancer une offensive en direction de Dazaifu, centre administratif régional.

### Combat à Dazaifu et progression vers l'intérieur des terres
La version classique de la bataille de Bun'ei veut que les forces de Yuan aient échoué à s'emparer du kegosho. Après une seule journée de combat, il se seraient repliées sur leurs navires. Une violente tempête se serait alors abattue dans la nuit, détruisant de nombreux navires et forçant la flotte à se retirer sur le continent. Les Japonais ont appelé le typhon qui a chassé l'envahisseur kamikaze (« vent divin »).
Une autre théorie suggère cependant que les Yuan se seraient retirés volontairement, leur objectif ayant été moins une conquête qu'une démonstration de force destinée à contraindre le shogunat à céder aux exigences de la dynastie.
Contrairement aux récits traditionnels décrivant une attaque éclair, les travaux récents de l'historien Hattori Hideo suggèrent que l'offensive mongole s'étala sur plusieurs journées avec une pénétration significative dans l'intérieur du territoire. Des sources documentaires attestent de combats aux abords de Dazaifu, centre administratif du shogunat, survenant quatre jours après le débarquement initial.
Les défenseurs japonais, retranchés dans la forteresse de Mizuki située au nord de Dazaifu, livrèrent bataille contre l'armée yuan. Cette position fortifiée, protégée par des remblais de terre atteignant neuf mètres de hauteur, procura aux défenseurs un avantage tactique déterminant, leur permettant de repousser l'assaut ennemi et de préserver le centre administratif du pillage.
De plus, anticipant une possible invasion, Hōjō Tokimune (dirigeant de facto du shogunat) avait ordonné à ses vassaux de Kyūshū de renforcer leurs défenses et de surveiller la côte nord de l'île. Les Japonais profitaient donc d'une nette supériorité numérique. Les troupes mongoles auraient ainsi renoncé à leur offensive sur Dazaifu après avoir essuyé une résistance acharnée au fort de Mizuki, réalisant qu'elles ne disposaient pas des effectifs nécessaires pour atteindre leur objectif militaire.
Néanmoins, il est probable que les tempêtes, fréquentes dans la mer du Japon en automne, aient compliqué l'acheminement de renforts ou de ravitaillement pour l'armée de Yuan.

## Conséquences

### Renforcement des défenses
À la suite de la bataille, le shogunat déploya d'importants moyens pour renforcer les défenses à Kyūshū, anticipant une seconde invasion mongole. La principale préoccupation était la cavalerie de Yuan, qui avait semé la terreur dans les rangs japonais.
Une ligne de murs de terre et de pierres (石築地, ishitsuiji) fut construite sur quelque vingt kilomètres le long de la baie de Hakata. Cette structure, appelée genkō bōrui (« remparts anti-mongols »), était haute de plus de deux mètres et obligeait la cavalerie débarquée à composer avec le sol sablonneux avant de se heurter au mur, derrière lequel les forces du shogunat pouvaient décocher leurs flèches.
Lorsque l'armée de Yuan revint sept ans plus tard lors de la bataille de Kōan (1281), elle dut faire face à un Japon désormais mieux préparé. Contrairement à la bataille de Bun'ei, elle ne parvint pas à établir de tête de pont en débarquant à la baie de Hakata, les genkō bōrui et autres dispositifs défensifs japonais contenant les assaillants depuis la mer.

### Postérité
Les Rouleaux illustrés des invasions mongoles, une série de peintures commandée par le samouraï Takezaki Suenaga, illustre les combats de cette bataille et en constitue une source iconographique précieuse.
Le nom du typhon kamikaze (« vent divin ») sera repris lors de la Seconde Guerre mondiale pour désigner les pilotes d'avions suicides.